# Abas
L'Abas è l'unità di misura per la massa in uso tra i mercanti di perle in Iran.
Vale 0,1458 grammi e si divide in 4 sottomultipli detti grani.